# Renault Vel Satis
Renault Vel Satis — бизнес-хетчбэк французской компании Renault. Впервые был представлен в 1998 году на Парижском автосалоне как концепт-кар, затем как серийная модель в 2001 году на Женевском автосалоне. Название Vel Satis является аббревиатурой слов Velocity (скорость) и Satisfaction (удовлетворение). Специально подготовленная версия Vel Satis используется президентом Франции. К особенностям автомобиля можно отнести его высоту, которая больше чем у конкурентов. 
Vel Satis стал первым Renault получившим адаптивный круиз-контроль. 29 августа 2009 года производство Vel Satis было прекращено.

## Двигатели
Vel Satis доступен с различными двигателями:
- Турбированный 2.0 (4-цилиндровый, 16-клапанный) - F4RT
- 3.5 V6 (24-клапанный)
- Турбодизель 2.2 (4-цилиндровый, 16-клапанный)
- Турбодизель 3.0 (24-клапанный)

После 2005 года:
- 2.0 T
- 3.5 V6
- 2.0 dCi
- 2.2 dCi
- 3.0 dCi

## Рестайлинг
В апреле 2005 года модель претерпела рестайлинг. Немного изменена решётка радиатора, задние фонари и задний бампер. Кроме новых цветов кузова и новых колёсных дисков теперь дверные ручки окрашены в хром. В салоне более высокое качество тканей и материалов. Были оптимизированы системы радиосвязи и навигации.

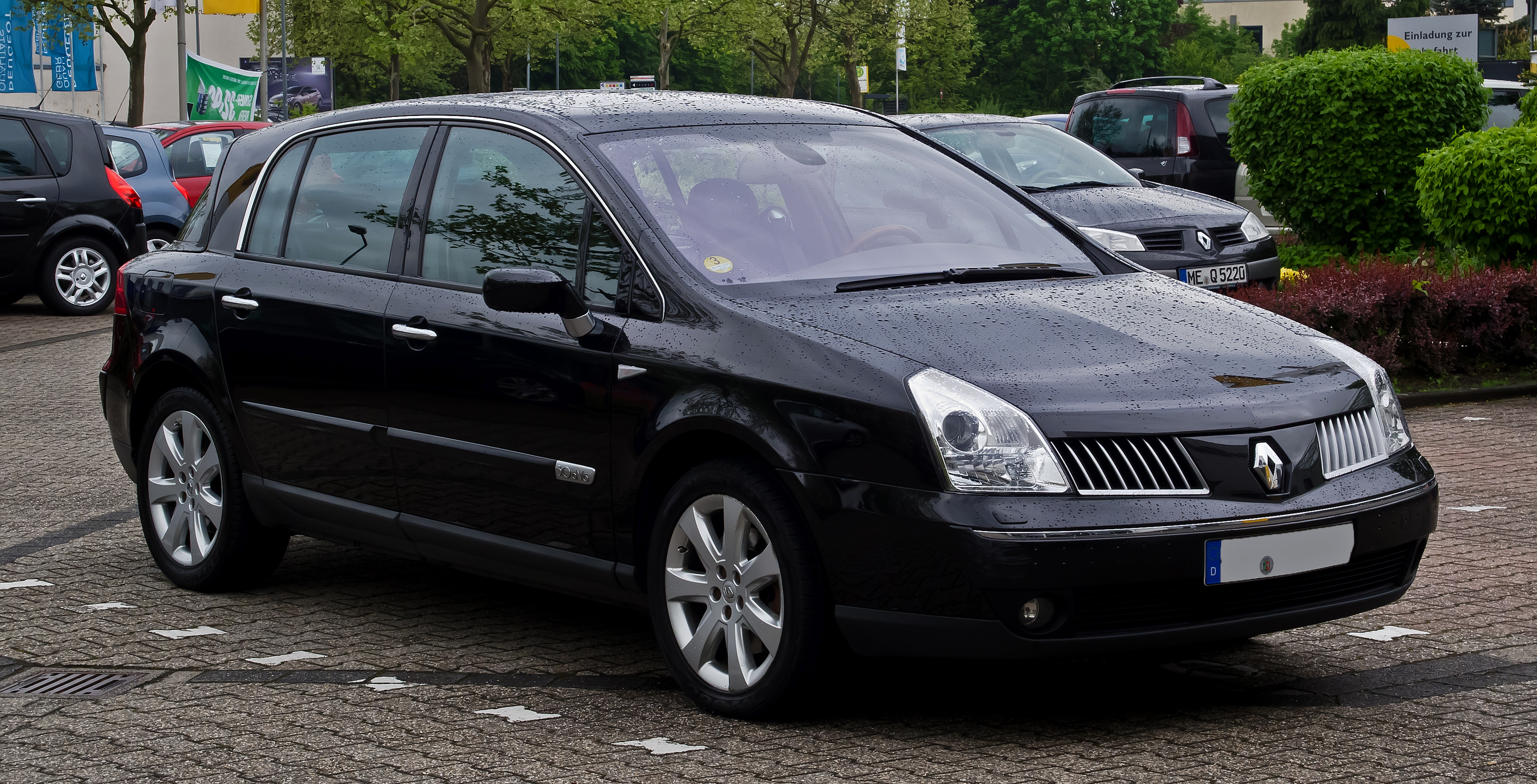
Дорестайлинг
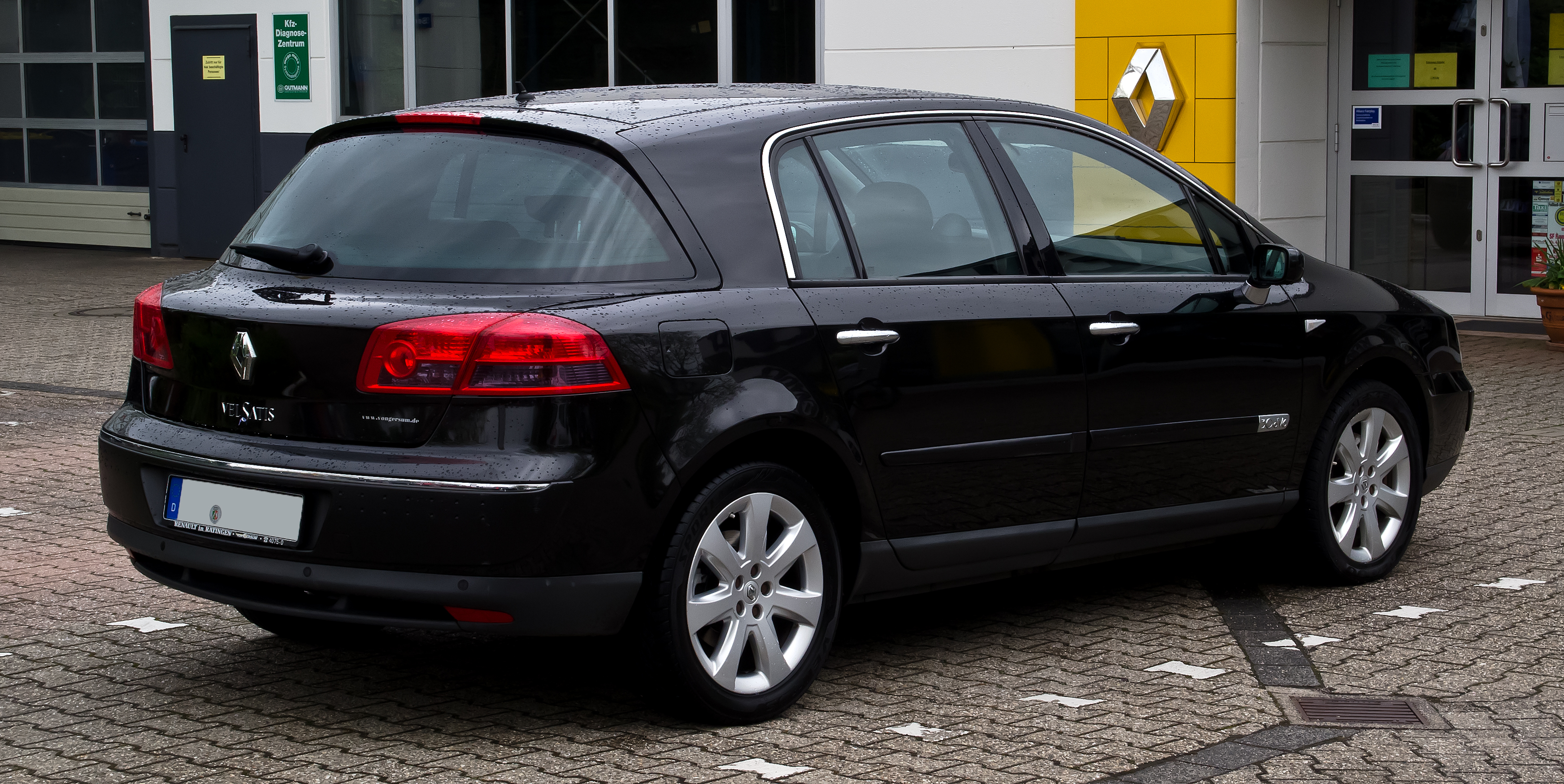
Дорестайлинг вид сзади
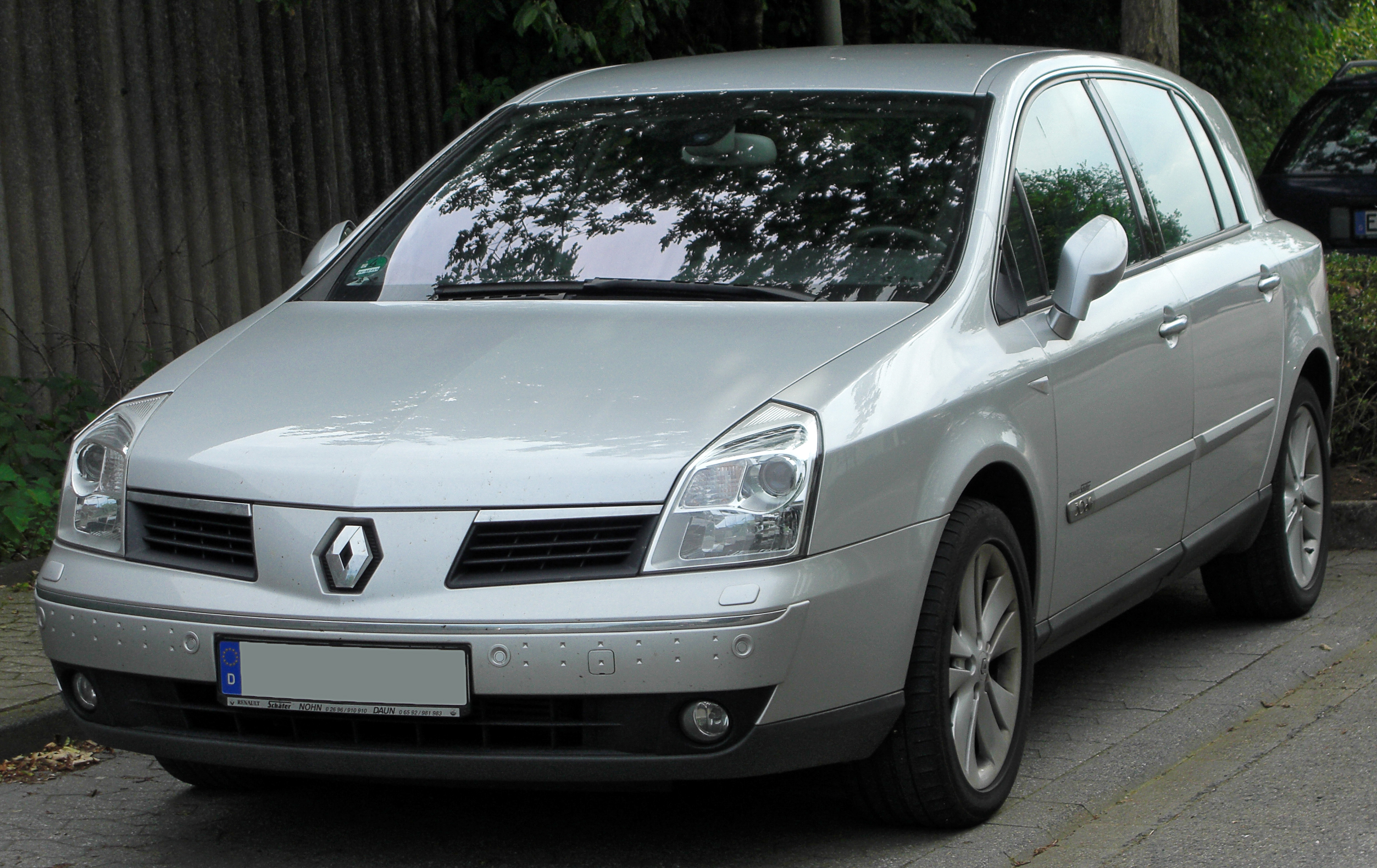
Рестайлинг
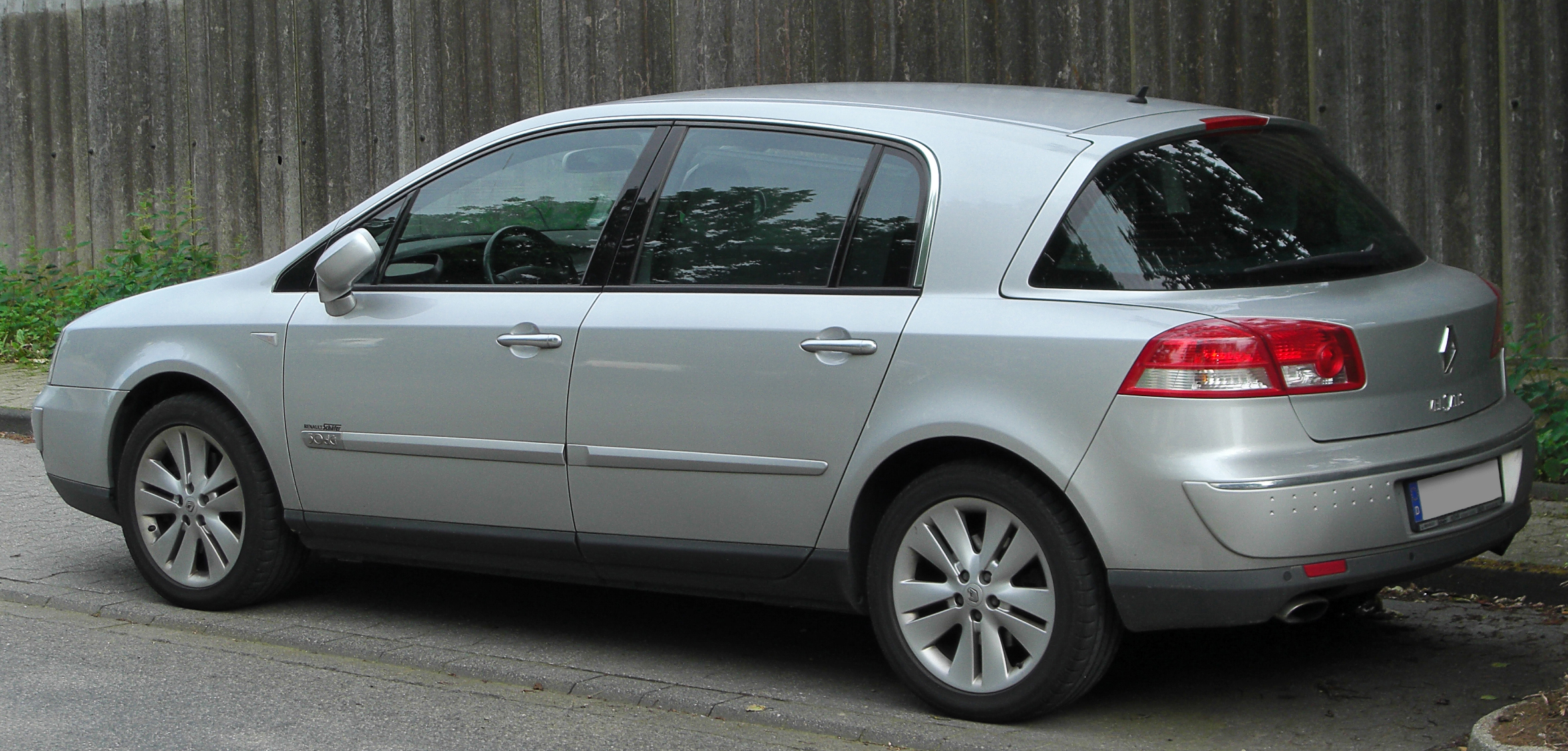
Рестайлинг вид сзади

## Безопасность
По результатам краш-теста EuroNCAP получил 5 звёзд. Было проведено 2 краш-теста: в 2002 и 2005 годах.
| Euro NCAP                                                | Euro NCAP | Euro NCAP | Euro NCAP |
| -------------------------------------------------------- | --------- | --------- | --------- |
| Рейтинги                                                 | Пассажир  |           | 33        |
| Рейтинги                                                 | Пешеход   |           | 2         |
| Протестированная модель: Renault Vel Satis 2.2DCi (2002) |           |           |           |

| Euro NCAP                                                | Euro NCAP | Euro NCAP | Euro NCAP |
| -------------------------------------------------------- | --------- | --------- | --------- |
| Рейтинги                                                 | Пассажир  |           | 34        |
| Рейтинги                                                 | Пешеход   |           | 2         |
| Протестированная модель: Renault Vel Satis 2.2DCi (2005) |           |           |           |

## Производство
Производство Vel Satis с 2001 по 2009 годы.
| Год  | Выпущено | Год  | Выпущено | Год  | Выпущено |
| ---- | -------- | ---- | -------- | ---- | -------- |
| 2001 | 412      | 2004 | 8 361    | 2007 | 2 812    |
| 2002 | 21 495   | 2005 | 7 609    | 2008 | 1 685    |
| 2003 | 13 127   | 2006 | 4 683    | 2009 | 1 567    |